# Renault Super Goélette
Le Renault Super Goélette est un utilitaire léger produit par trois constructeurs automobile français - Renault, Saviem et Renault Véhicules Industriels - de 1965 à 1982. Renault s'occupe de la production de 1965 à 1970, suivi de Saviem de 1971 à 1980, et enfin par Renault Véhicules Industriels de 1980 à 1982. 
La Super Goélette fait partie de la petite gamme des utilitaires Renault / Saviem (P.T.A.C. de 3,5 tonnes). Elle est la version véhicule léger du camion Super Galion.

## Historique

### Sous la marque Renault(1965 - 1970)
Le 1er juin 1965, la Super Goélette remplace la Goélette avec de nouveaux arguments de vente : large pare-brise bombé, fin de la planche de bord en tôle, levier de vitesses au volant, roues avant indépendantes, suspension à flexibilité variable avec ressorts hélicoidaux (ressorts à lames à l'arrière avec suspension mauvaises routes pour 1967), amortisseurs télescopiques et importante garde au sol. En revanche, le moteur à essence est toujours un 2,1 litres de type 671 « Étendard ». Un moteur Saviem 580-03 de 2,7 litres à préchambre de combustion est installé sur le SG2 Diesel.
À l'automne 1966, la face avant est revue : le pare-brise est agrandi vers le bas, la calandre s'inverse en abandonnant sa barre centrale et les nouveaux feux carrés sont bicolores. À l'intérieur, la planche de bord est légèrement modifiée.
En 1967 deux nouvelles variantes apparaissent : une première à quatre roues motrices(appelée plus tard Saviem TP3) et, en juin, une seconde à traction dénommée Trafic SB2. Cette dernière version plus spécialement destinée aux livraisons urbaines propose un plancher de chargement abaissé. Le levier de vitesses passe au plancher et l'essieu arrière est rigide avec des ressorts à lames. Elle existe en essence et diesel et son PTAC est de 4 250 kg,. La gamme SG diesel reçoit un moteur Saviem-Alfa Romeo type 599 de 3,017 litres, développant 75 ch, à injection directe licence M.A.N.. D'ailleurs, la Super Goélette s'appelle Alfa Romeo-Saviem A15 en Italie. Le partenaire de Saviem, MAN a commercialisé le SG2 en Allemagne, le nommant MAN 270 .
Pour les modèles 1968, les projecteurs ronds deviennent rectangulaires avec l'arrivée de la nouvelle cabine basculante 812.
Le 3 novembre 1967, un contrat de licence avec Avia, entreprise tchèque, est signé pour fabriquer des SG2 et des SG4.
Fin juillet 1968, SG2 et SG4 bénéficient de nouveaux moteurs Renault : le type 817 (essence) et le type 712 (diesel) à injection directe licence M.A.N..
Après 1970, les Renault Super Goélette deviennent les Saviem Super Goélette.

### Sous la marque Saviem(1971 - 1980)
Pour 1971, une boîte de vitesses automatique à trois rapports Borg-Warner accompagnée d’un freinage assisté par servo-frein est disponible sur les divers modèles de Super Goélette SG2.
En janvier 1974, la Super Goélette SG3 à roues arrière jumelées, boîte de vitesses renforcée et suspension arrière à ressorts à lames est lancée avec une possibilité de PTAC porté à 4 500 kg.
- Photo d'une pub d'époque lors de la sortie de l'SG3

Pour 1977, l'aspect extérieur est une nouvelle fois modernisé grâce à une calandre élargie en plastique noir.
Le 21 avril 1980, à la suite de la fusion des camions Saviem et Berliet, la petite gamme est désormais vendue sous la marque Renault Véhicules Industriels (RVI).

### Sous la marque Renault Véhicules Industriels(1980 - 1982)

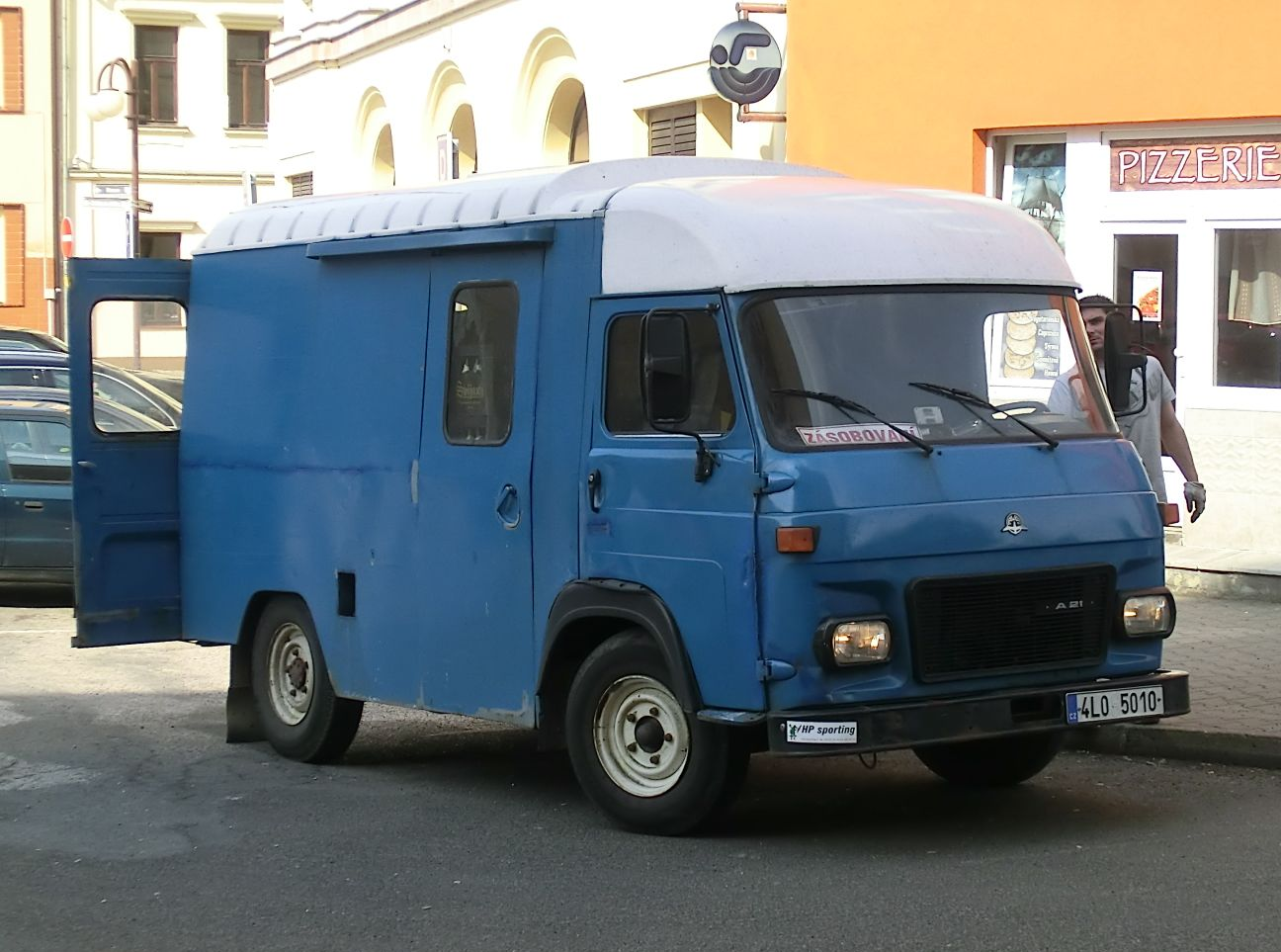
Avia A21 fourgon

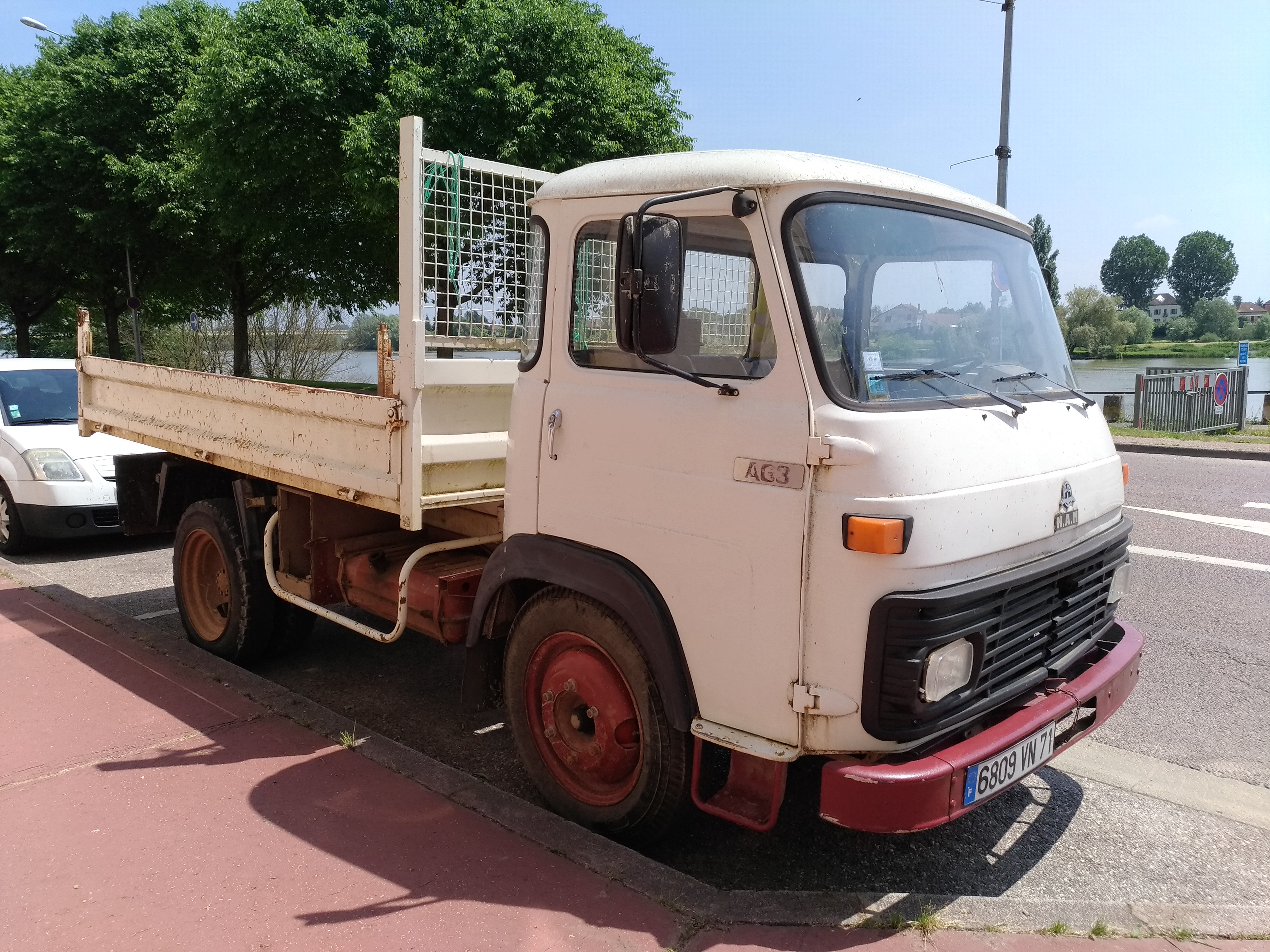
Avia A21 benne

Le fourgon Super Goélette était très présent dans la circulation automobile des années 1970 avant que le Renault Master à traction avant et sans châssis séparé ne propose le même volume utile en 1980.
En 1982, la petite gamme est remplacée par la gamme B. Toutefois, le SG2 et le SG3 ont continué à être produits pour certains marchés d’exportation. En effet, en Afrique, le minibus SG2 est très apprécié. Plus tard, SG2 et SG3 ont été fabriqués sous licence en Tchécoslovaquie par Avia, et ceux-ci ont également été vendus avec des badges Renault dans certains pays. La production de la variante Avia s’est poursuivie, avec de nombreux lifting et modernisations, jusqu’en 2000, quand elle a été remplacée par la série Avia D (en). Le camion a également été produit au Madara Lorry Works à Shumen, en Bulgarie, sous licence et avec l’assistance technique d’Avia sous le nom de Madara 201, en remplacement du Madara 400 Series, qui était basé sur le camion soviétique GAZ-53. L’entreprise a collaboré avec les entreprises tchécoslovaques Škoda, LIAZ et Avia.

## Les différentes versions

### Versions SB
Les versions SB avec un PTAC de 4 250 kg sont dotées d'une transmission par traction avant et proposent un plancher de chargement abaissé. Le levier de vitesses passe au plancher et l'essieu arrière est rigide avec des ressorts à lames. Elles sont plus spécialement destinées aux livraisons urbaines.

Modèles disponibles : SB2 L (essence), SB2 MB (diesel) 

### Versions SG
- SG1

Version de Base
- SG2

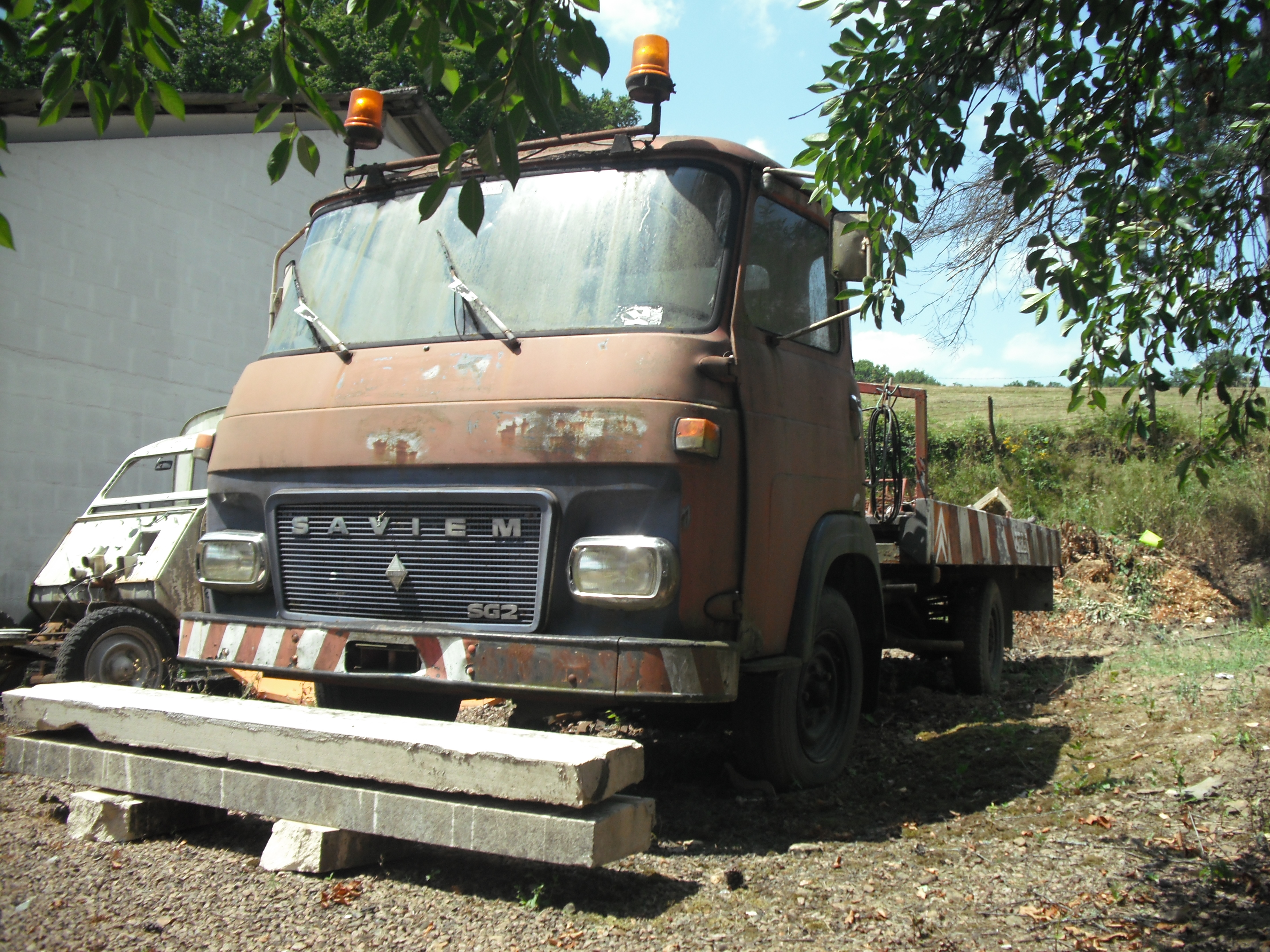
Saviem Super Goélette SG2 plateau

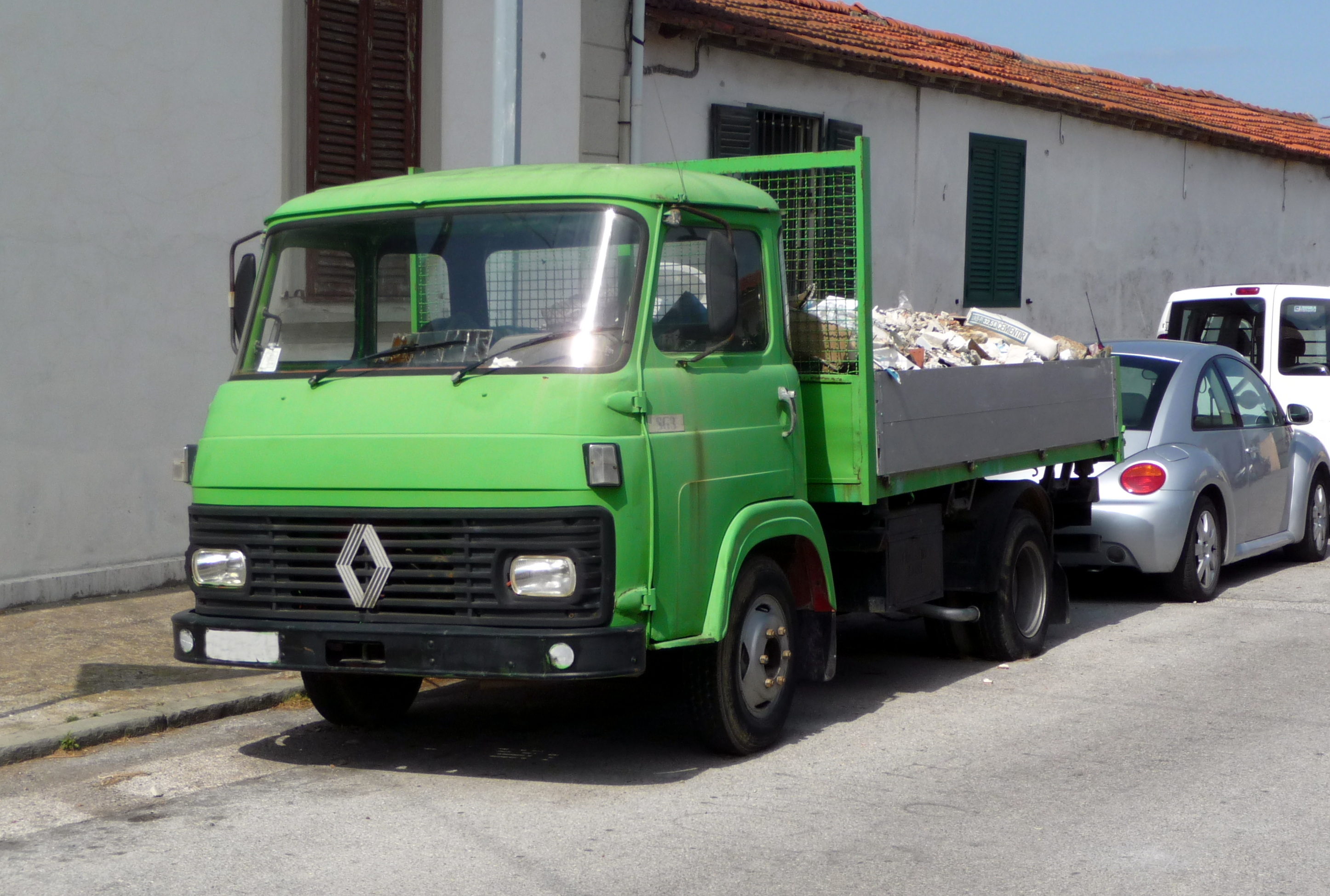
Renault Super Goélette SG3 benne basculante (à partir de 1977)

La version SG2 possède des roues simples à l'essieu arrière.

Modèles disponibles : L 35 ; L 37 ; MB 35 ; MB 38 ; Huet
- SG3

La version SG3 possède des roues jumelées à l'essieu arrière avec un PTAC de 3 500 à 4 500 kg.

Modèles disponibles : D 35 ; D 45
- SG4 et SG5 :

Ce sont les versions poids lourd des SG2 et SG3. La version SG5 est une déclinaison de la SG4 avec un PTAC porté de 6 000 à 7 300 kg.

### Versions TP
- TP3 :

Les versions TP3 sont les modèles tout-terrain (4x4) conçus sur base SG2/SG4.

## Caractéristiques

### Motorisations
Essence Version L : 2,141 litres (type 671) « Étendard » 65 ch puis 2,6 litres 75 ch (type 817).

Diesel Version MB : 2,72 litres (type 580) 70 ch puis 3,32 litres 75 ch (65 ch sur SG1) à injection directe procédé M.A.N. (type 712).
Moteur Essence Type 671
- Marque du moteur : SAVIEM / RENAULT
- 4 Cylindres - 4 Temps
- Alésage : 88 mm - course : 88 mm
- Cylindrée : 2 141 litres
- Puissance fiscale : 12 CV
- Puissance maxi : DIN 65 ch à 3 200 tr/min
- Couple maxi : DIN 16 mkg à 2 000 tr/min
- Capacité du circuit d'eau avec vase d'expansion : 10 L
- Capacité du circuit d'huile : 6 L

Moteur Essence Type 817
- Marque du moteur : SAVIEM / RENAULT
- 4 Cylindres - 4 Temps
- Alésage : 92 mm - course : 96 mm
- Cylindrée : 2,6 litres
- Puissance fiscale : 12 CV
- Puissance maxi : DIN 53.65 kW (73 ch) à 3 200 tr/min
- Couple maxi : DIN 20 m.daN (20.5 mkg) à 2 000 tr/min
- Capacité du circuit d'eau avec vase d'expansion : 16 L
- Capacité du circuit d'huile : 6 L

Moteur Diesel Type 712
- Marque du moteur : M.A.N
- 4 Cylindres - 4 Temps injection M
- Alésage : 98 mm - course : 110 mm
- Cylindrée : 3,32 litres
- Puissance fiscale : 11 CV
- Puissance maxi : DIN 52.9 kW (72 ch) à 3 200 tr/min
- Couple maxi : DIN 19.1 m.daN (19.5 mkg) à 2 000 tr/min
- Capacité du circuit d'eau avec vase d'expansion : 11.5 L
- Capacité du circuit d'huile : 8 L

## Les châssis

### Châssis Fourgon SG2 Moteur Essence Propulsion
| Version SG2 - L 35 - Pavillon N - Hauteur : 2 532 mm - Longueur : 4 997 mm - PTAC : 3 500 kg - Charge Utile : 1 560 kg - Pavillon S - Hauteur : 2 682 mm - Longueur : 4 997 mm - PTAC : 3 500 kg - Charge Utile : 1 550 kg | Version SG2 - L 37 - Pavillon N - Hauteur : 2 532 mm - Longueur : 4 997 mm - PTAC : 3 700 kg - Charge Utile : 1 760 kg - Pavillon S - Hauteur : 2 682 mm - Longueur : 4 997 mm - PTAC : 3 700 kg - Charge Utile : 1 750 kg |

### Châssis Fourgon SG2 Moteur Diesel Propulsion
| Version SG2 - MB 35 - Pavillon N - Hauteur : 2 542 mm - Longueur : 4 997 mm - PTAC : 3 500 kg - Charge Utile : 1 360 kg - Pavillon S - Hauteur : 2 692 mm - Longueur : 4 997 mm - PTAC : 3 500 kg - Charge Utile : 1 350 kg | Version SG2 - MB 38 - Pavillon N - Hauteur : 2 542 mm - Longueur : 4 997 mm - PTAC : 3 800 kg - Charge Utile : 1 660 kg - Pavillon S - Hauteur : 2 692 mm - Longueur : 4 997 mm - PTAC : 3 800 kg - Charge Utile : 1 650 kg |

### Châssis Cabine SG2 Moteur Essence Propulsion
| Version SG2 - L 35 - Châssis N (Court) - Hauteur : 2 180 mm - Longueur : 4 614 mm - Poids à vide (Cabine) : 1 520 kg - PTAC : 3 500 kg - PTRA : 5 000 kg - Châssis L (Moyen) - Hauteur : 2 180 mm - Longueur : 5 168 mm - Poids à vide (Cabine) : 1 540 kg - PTAC : 3 500 kg - PTRA : 5 000 kg - Châssis XL (Long) - Hauteur : 2 180 mm - Longueur : 6 007 mm - Poids à vide (Cabine) : 1 590 kg - PTAC : 3 500 kg - PTRA : 5 000 kg | Version SG2 - L 37 - Châssis N (Court) - Hauteur : 2 180 mm - Longueur : 4 614 mm - Poids à vide (Cabine) : 1 520 kg - PTAC : 3 700 kg - PTRA : 5 200 kg - Châssis L (Moyen) - Hauteur : 2 180 mm - Longueur : 5 168 mm - Poids à vide (Cabine) : 1 540 kg - PTAC : 3 700 kg - PTRA : 5 200 kg - Châssis XL (Long) - Hauteur : 2 180 mm - Longueur : 6 007 mm - Poids à vide (Cabine) : 1 590 kg - PTAC : 3 700 kg - PTRA : 5 200 kg |

### Châssis Cabine SG2 Moteur Diesel Propulsion
| Version SG2 - MB 35 - Châssis N (Court) - Hauteur : 2 180 mm - Longueur : 4 614 mm - Poids à vide (Cabine) : 1 720 kg - PTAC : 3 500 kg - PTRA : 5 000 kg - Châssis L (Moyen) - Hauteur : 2 180 mm - Longueur : 5 168 mm - Poids à vide (Cabine) : 1 740 kg - PTAC : 3 500 kg - PTRA : 5 000 kg - Châssis XL (Long) - Hauteur : 2 180 mm - Longueur : 6 007 mm - Poids à vide (Cabine) : 1 790 kg - PTAC : 3 500 kg - PTRA : 5 000 kg | Version SG2 - MB 38 - Châssis N (Court) - Hauteur : 2 180 mm - Longueur : 4 614 mm - Poids à vide (Cabine) : 1 720 kg - PTAC : 3 800 kg - PTRA : 5 200 kg - Châssis L (Moyen) - Hauteur : 2 180 mm - Longueur : 5 168 mm - Poids à vide (Cabine) : 1 740 kg - PTAC : 3 800 kg - PTRA : 5 200 kg - Châssis XL (Long) - Hauteur : 2 180 mm - Longueur : 6 007 mm - Poids à vide (Cabine) : 1 790 kg - PTAC : 3 800 kg - PTRA : 5 200 kg |

### Châssis SG3
Version SG3 - D 35

- - Hauteur : ? mm
  - Longueur : ? mm
  - PTAC : 3 500 kg
  - PTRA : 5 750 kg

Version SG3 - D 45

- - Hauteur : ? mm
  - Longueur : ? mm
  - PTAC : 4 500 kg
  - PTRA : 6 000 kg

### Version TP3
Version TP 3 Essence

- Châssis Type : TP 3 L 39
  - Moteur : Essence de 73 ch
  - Hauteur : 2 410 mm
  - Longueur : 5 598 mm
  - PTAC : 3 950 kg
  - PTRA : 4 750 kg

Version TP 3 Diesel

- Châssis Type : TP 3 MB 35
  - Moteur : Diesel de 72 ch
  - Hauteur : 2 410 mm
  - Longueur : 5 598 mm
  - PTAC : 3 500 kg
  - PTRA : 4 250 kg

- Châssis Type : TP 3 MB 39
  - Moteur : Diesel de 72 ch
  - Hauteur : 2 410 mm
  - Longueur : 5 598 mm
  - PTAC : 3 950 kg
  - PTRA : 4 700 kg